# Am Tonberg
Am Tonberg ist eine Siedlung in der Marktgemeinde Klein-Pöchlarn in Niederösterreich.

## Geografie
Die Siedlung, die mit den Teilen Am Tonberg-Süd und Am Tonberg-Nord knapp 10 Hektar umfasst, liegt etwa einen Kilometer nördlich von Klein-Pöchlarn beiderseits der Straße nach Artstetten und wurde gegen Ende des 20. Jahrhunderts begonnen, nachdem die Donaubrücke Pöchlarn eine günstige Verkehrsanbindung nach Süden erwarten ließ. Obwohl auch überlegt wurde, die Siedlungsentwicklung in diesem Bereich aufgrund der hohen agrarischen Wertigkeit des Bodens einzubremsen, gab man der Besiedelung den Vorzug. Die Siedlung besteht ausschließlich aus neu errichteten Einfamilienhäusern und die Bewohner sind überwiegend Auspendler.